# Sinan Gümüş
Sinan Gümüş (Pfullendorf, 15 gennaio 1994) è un calciatore tedesco, attaccante dell'Eyüpspor.

## Caratteristiche tecniche
Di ruolo attaccante, può giocare anche sia da prima punta che da ala. Di piede sinistro, dispone di buon dribbling e velocità.

## Carriera

### Club

#### Gli inizi

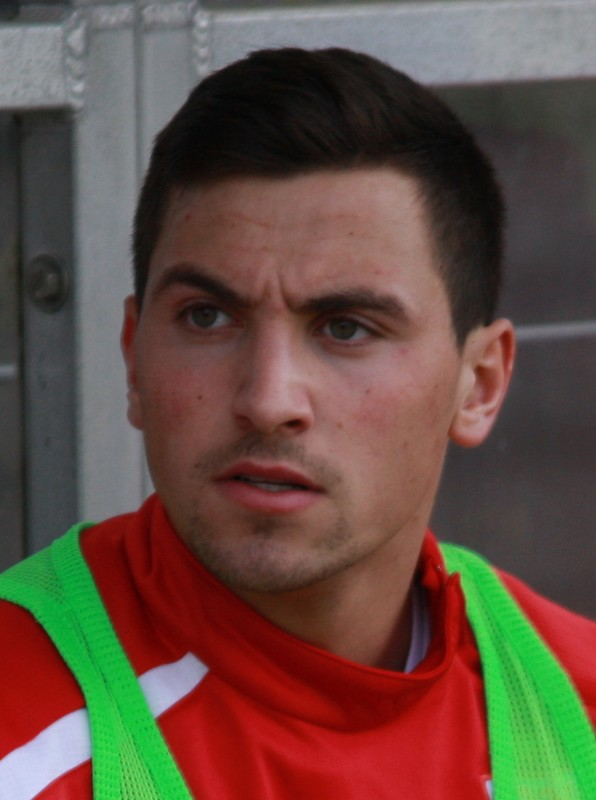
Gümüş, nel 2013, ai tempi dello Stoccarda.

Nato a Pfullendorf da una famiglia turca comincia a giocare a calcio all'età di 5 anni nella piccola squadra di quartiere: l'Aachen-Linz. Dopo un anno passa nelle giovanili del Pfullendorf dove rimane fino al 2011, anno in cui passa allo Stoccarda.
Nella stagione 2012-2013 viene promosso nella seconda squadra del club con la quale esordisce il 15 dicembre 2012 in 3. Liga, in occasione della trasferta persa, per 3-1, contro il Karlsruhe subentrando, a partita in corso, al compagno di squadra Sebastian Enderle. In questa prima stagione tra i semi-professionisti riesce a totalizzare 13 presenze.
Nella seconda stagione, con la maglia dello Stoccarda II, mette a segno anche il suo primo gol in carriera andando a segno nella trasferta vinta, per 0-2, contro l'07 Elversberg. Nella seconda stagione totalizza solo 19 presenze e 1 gol.

#### Galatasaray
L'8 luglio 2014 viene acquistato, a parametro zero, dal club turco del Galatasaray con il quale firma un contratto quinquennale. Inizialmente viene aggregato con la squadra B con la quale disputa 20 partite nelle quali sigla 26 reti. L'esordio, con la prima squadra, arriva il 16 dicembre 2014 in occasione della partita di Coppa di Turchia, vinta per 1-9, contro il Balçova; subentra, al minuto 53, al compagno di squadra Bruma e appena 10 minuti dopo sigla il momentaneo 1-6. Dieci giorni più tardi arriva anche l'esordio in campionato nella trasferta pareggiata, per 1-1, contro il Gençlerbirliği. Il 31 maggio successivo vince il suo primo campionato turco poiché la sua squadra si piazza al primo posto davanti al Fenerbahçe. Tre giorni più tardi arriva anche la Coppa di Turchia poiché il Galatasaray si impone sul Bursaspor per 3-2. Conclude la sua prima stagione con la maglia del Galatasaray con 10 presenze (di cui 4 in campionato) e 1 rete.
L'8 agosto 2015, seppur non venendo convocato, vince la Supercoppa di Turchia poiché il Galatasaray batte il Bursaspor per 1-0. Il 15 settembre successivo disputa la sua prima partita in Champions League, in occasione della sconfitta casalinga, per 0-2, contro gli spagnoli dell'Atlético Madrid. Il 27 dicembre 2015 mette a segno il suo primo gol nel campionato turco in occasione della trasferta pareggiata, per 1-1, contro il Kayserispor. Il 26 gennaio 2016, in occasione della partita di Coppa di Turchia, vinta per 4-1, contro il Kastamonu, mette a segno la sua prima tripletta da professionista. Il 26 maggio successivo, dopo una stagione costellata dai vari problemi finanziari del club che lo hanno portato ad una profonda crisi di risultati, vince la sua seconda Coppa di Turchia poiché la sua squadra si impone, per 1-0, sul Fenerbahçe. La seconda stagione si chiude con 26 presenze e 11 reti.
Il 14 agosto 2016 disputa la sua prima finale di Supercoppa turca dove si impone, insieme alla sua squadra ai calci di rigore, sui rivali del Beşiktaş vincendo così la sua seconda Supercoppa. Chiude la terza stagione con un bottino di 21 presenze e 7 reti.

#### Genoa
Il 2 luglio 2019 firma da svincolato con il Genoa. Fa il suo esordio in Serie A (oltre che con il Genoa), tra l'altro da titolare, il 26 ottobre 2019 in occasione della sfida vinta 3-1 contro il Brescia.

#### Antalyaspor
Il 20 gennaio 2020 passa in prestito all'Antalyaspor fino al termine della stagione.

#### Fenerbahçe
Il 19 agosto 2020, Gümüş firma per un'altra squadra della Süper Lig, il Fenerbahçe, con il quale raggiunge un accordo della durata di 3 anni più opzione per il quarto.

## Statistiche

### Presenze e reti nei club
Statistiche aggiornate al 17 dicembre 2024.
| Stagione            | Squadra             | Campionato          | Campionato | Campionato | Coppe nazionali | Coppe nazionali | Coppe nazionali | Coppe continentali | Coppe continentali | Coppe continentali | Altre coppe | Altre coppe | Altre coppe | Totale | Totale |
| Stagione            | Squadra             | Comp                | Pres       | Reti       | Comp            | Pres            | Reti            | Comp               | Pres               | Reti               | Comp        | Pres        | Reti        | Pres   | Reti   |
| ------------------- | ------------------- | ------------------- | ---------- | ---------- | --------------- | --------------- | --------------- | ------------------ | ------------------ | ------------------ | ----------- | ----------- | ----------- | ------ | ------ |
| 2012-2013           | Stoccarda II        | 3L                  | 13         | 0          | -               | -               | -               | -                  | -                  | -                  | -           | -           | -           | 13     | 0      |
| 2013-2014           | Stoccarda II        | 3L                  | 19         | 1          | -               | -               | -               | -                  | -                  | -                  | -           | -           | -           | 19     | 1      |
| Totale Stoccarda II | Totale Stoccarda II | Totale Stoccarda II | 32         | 1          |                 | -               | -               |                    | -                  | -                  |             | -           | -           | 32     | 1      |
| 2014-2015           | Galatasaray         | SL                  | 4          | 0          | CT              | 6               | 1               | UCL                | 0                  | 0                  | ST          | 0           | 0           | 10     | 1      |
| 2015-2016           | Galatasaray         | SL                  | 15         | 5          | CT              | 8               | 6               | UCL+UEL            | 3+0                | 0                  | ST          | 0           | 0           | 26     | 11     |
| 2016-2017           | Galatasaray         | SL                  | 18         | 7          | CT              | 2               | 0               | -                  | -                  | -                  | ST          | 1           | 0           | 21     | 7      |
| 2017-2018           | Galatasaray         | SL                  | 19         | 3          | CT              | 8               | 6               | UEL                | 2                  | 0                  | -           | -           | -           | 29     | 9      |
| 2018-2019           | Galatasaray         | SL                  | 19         | 4          | CT              | 6               | 1               | UCL+UEL            | 3+2                | 0                  | ST          | 0           | 0           | 30     | 5      |
| Totale Galatasaray  | Totale Galatasaray  | Totale Galatasaray  | 75         | 19         |                 | 30              | 14              |                    | 10                 | 0                  |             | 1           | 0           | 116    | 33     |
| 2019-gen. 2020      | Genoa               | A                   | 3          | 0          | CI              | 1               | 0               | -                  | -                  | -                  | -           | -           | -           | 4      | 0      |
| gen.-giu. 2020      | Antalyaspor         | SL                  | 10         | 5          | CT              | 0               | 0               |                    | -                  | -                  |             | -           | -           | 10     | 5      |
| 2020-2021           | Fenerbahçe          | SL                  | 12         | 2          | CT              | 2               | 0               | -                  | -                  | -                  | -           | -           | -           | 14     | 2      |
| 2021-feb. 2022      | Fenerbahçe          | SL                  | 0          | 0          | CT              | 0               | 0               | -                  | -                  | -                  | -           | -           | -           | 0      | 0      |
| Totale Fenerbahce   | Totale Fenerbahce   | Totale Fenerbahce   | 12         | 2          |                 | 2               | 0               |                    | -                  | -                  |             | -           | -           | 14     | 2      |
| feb.-giu. 2022      | Antalyaspor         | SL                  | 6          | 0          | CT              | 1               | 0               | -                  | -                  | -                  | -           | -           | -           | 7      | 0      |
| 2022-2023           | Antalyaspor         | SL                  | 14         | 0          | CT              | 1               | 0               | -                  | -                  | -                  | -           | -           | -           | 15     | 0      |
| 2023-gen. 2024      | Antalyaspor         | SL                  | 0          | 0          | CT              | 0               | 0               | -                  | -                  | -                  | -           | -           | -           | 0      | 0      |
| Totale Antalyaspor  | Totale Antalyaspor  | Totale Antalyaspor  | 30         | 5          |                 | 2               | 0               |                    | -                  | -                  |             | -           | -           | 32     | 5      |
| gen.-giu. 2024      | Eyüpspor            | 1L                  | 8          | 0          | CT              | 0               | 0               | -                  | -                  | -                  | -           | -           | -           | 8      | 0      |
| 2024-2025           | Eyüpspor            | SL                  | 3          | 0          | CT              | 1               | 0               | -                  | -                  | -                  | -           | -           | -           | 4      | 0      |
| Totale Eyüpspor     | Totale Eyüpspor     | Totale Eyüpspor     | 11         | 0          |                 | 1               | 0               |                    | -                  | -                  |             | -           | -           | 11     | 0      |
| Totale carriera     | Totale carriera     | Totale carriera     | 163        | 27         |                 | 36              | 14              |                    | 10                 | 0                  |             | 1           | 0           | 210    | 41     |

## Palmarès

### Club

#### Competizioni giovanili
- Campionato turco Under-21: 1

Galatasaray: 2014-2015

#### Competizioni nazionali
- Campionato turco: 3

Galatasaray: 2014-2015, 2017-2018, 2018-2019
- Coppa di Turchia: 3

Galatasaray: 2014-2015, 2015-2016, 2018-2019
- Supercoppa di Turchia: 2

Galatasaray: 2015, 2016
- Campionato turco di TFF 1. Lig: 1

Eyüpspor: 2023-2024